# یاکی (شهرستان گرایوو)
یاکی (به لاتین: Jaki) یک روستا در لهستان است که در گمینا وانسوش (استان پودلاسکی) واقع شده‌است.